# District de Vöcklabruck
Le district de Vöcklabruck se rattache à la Haute-Autriche. Il forme une partie du Hausruckviertel.

## Organisation administrative
Le district de Vöcklabruck regroupe 52 communes et 4 juridictions (Vöcklabruck, Schwanenstadt, Frankenmarkt et Mondsee).
| Villes 1. Vöcklabruck (11 715) 2. Attnang-Puchheim (8 782) 3. Schwanenstadt (4 143) Villes de foire 1. Ampflwang im Hausruckwald (3 613) 2. Frankenburg am Hausruck (5 110) 3. Frankenmarkt (3 508) 4. Lenzing (5 049) 5. Mondsee (3 207) 6. Regau (5 495) 7. Schörfling am Attersee (3 170) 8. Seewalchen am Attersee (4 761) 9. Sankt Georgen im Attergau (4 032) 10. Timelkam (5 812) 11. Vöcklamarkt (4.765) 12. Wolfsegg am Hausruck (1.983) | communes 1. Attersee am Attersee (1.496) 2. Atzbach (1.154) 3. Aurach am Hongar (1.585) 4. Berg im Attergau (990) 5. Desselbrunn (1.534) 6. Fornach (863) 7. Gampern (2.472) 8. Innerschwand (1.050) 9. Manning (829) 10. Neukirchen an der Vöckla (2.530) 11. Niederthalheim (1.076) 12. Nußdorf am Attersee (1.096) 13. Oberhofen am Irrsee (1.335) 14. Oberndorf bei Schwanenstadt (1.351) 15. Oberwang (1.572) 16. Ottnang am Hausruck (3.745) 17. Pfaffing (1.372) 18. Pilsbach (630) 19. Pitzenberg (495) 20. Pöndorf (2.232) 21. Puchkirchen am Trattberg (948) 22. Pühret (573) 23. Redleiten (465) 24. Redlham (1.309) 25. Rüstorf (1.988) 26. Rutzenham (236) 27. Schlatt (1.338) 28. Sankt Lorenz (2.010) 29. Steinbach am Attersee (913) 30. Straß im Attergau (1.481) 31. Tiefgraben (3.071) 32. Ungenach (1.349) 33. Unterach am Attersee (1.496) 34. Weißenkirchen im Attergau (964) 35. Weyregg am Attersee (1.503) 36. Zell am Moos (1.390) 37. Zell am Pettenfirst (1.223) |

(Tous les chiffres de pop. au 15 mai 2001)